# Bilbao
Bilbao (baskisch auch Bilbo) ist eine spanische Großstadt und die Hauptstadt der Provinz Bizkaia (spanisch Vizcaya). Mit 348.089 Einwohnern (Stand: 2024) ist sie eine der zehn größten Städte Spaniens und größte Stadt der Autonomen Gemeinschaft Baskenland.  In der Metropolregion leben rund eine Million Menschen.
Bilbao ist die wichtigste Industrie- und Hafenstadt sowie der bedeutendste Hochschulstandort des Baskenlandes. Die Stadt ist Gründungssitz der Universität des Baskenlandes und der renommierten privaten Hochschule Universidad de Deusto.

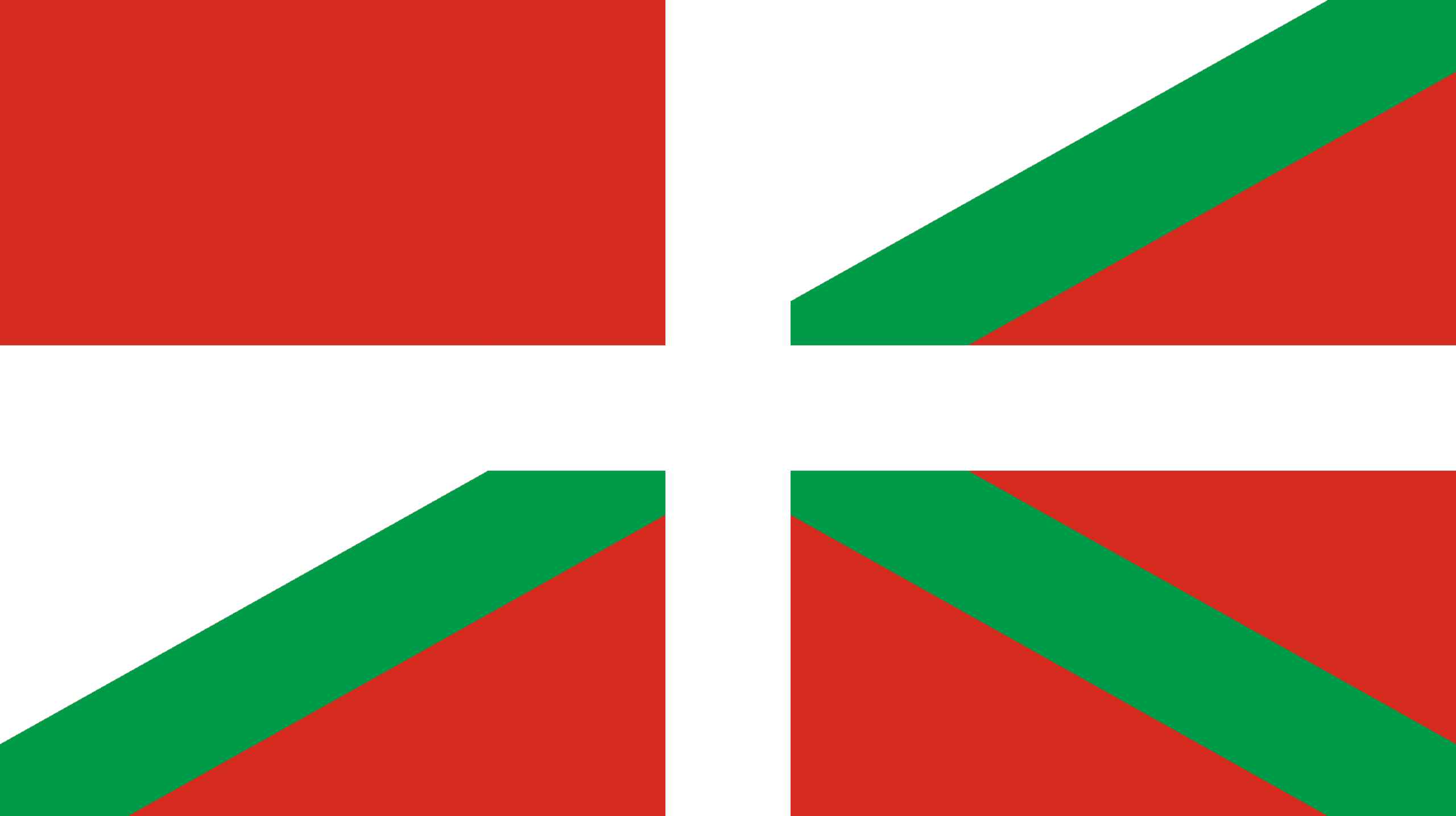
Stadtflagge

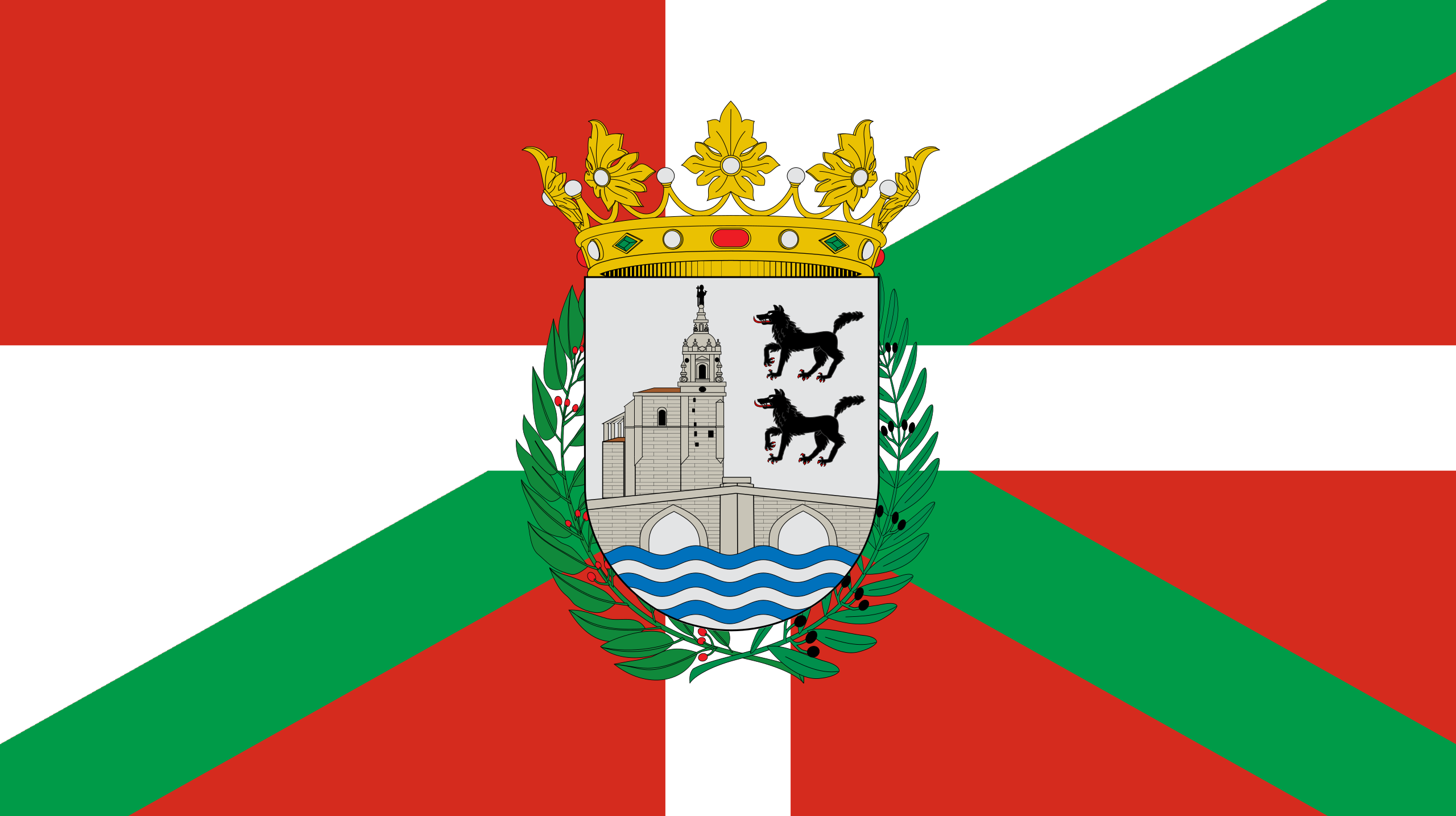
Dienstflagge

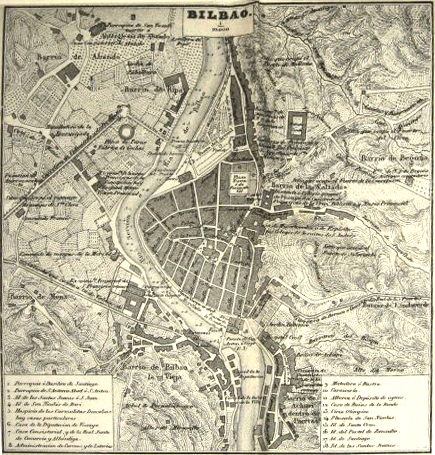
Stadtplan von 1857

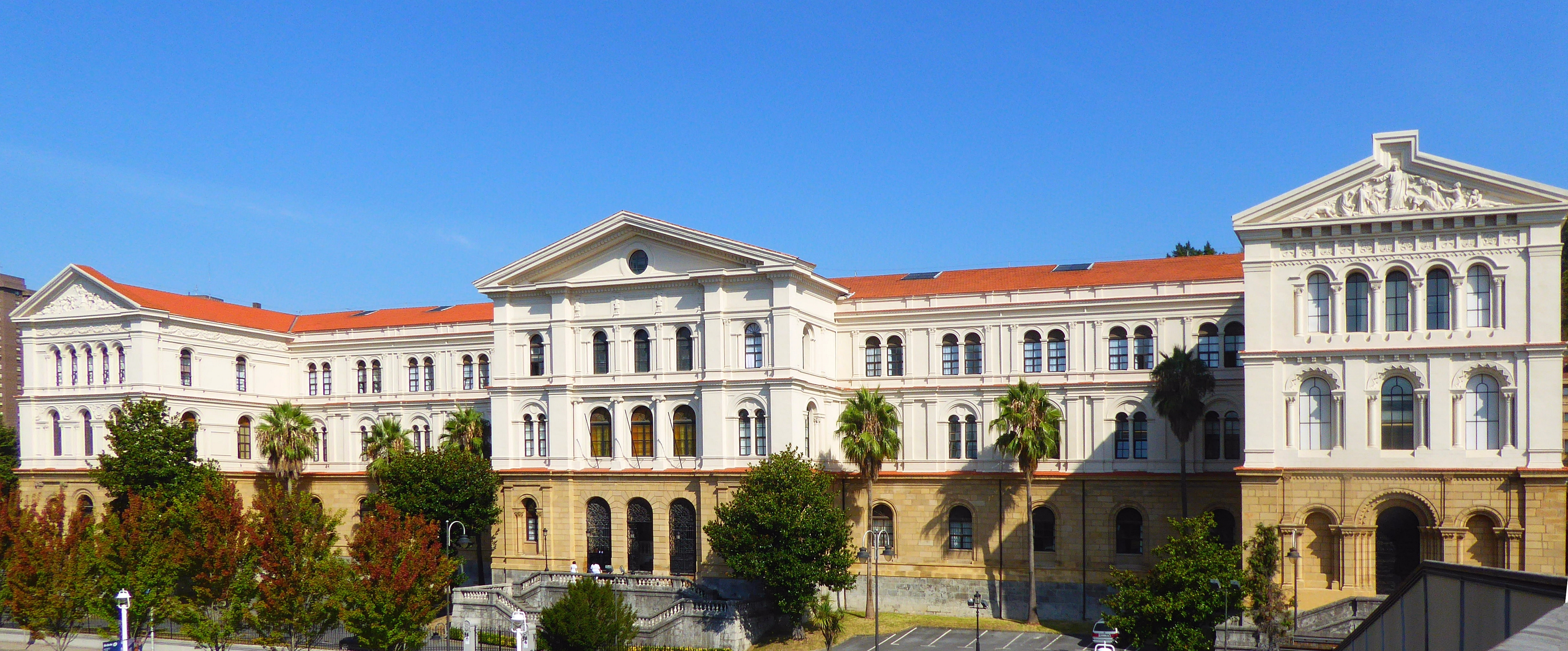
Gebäude der Universität de Deusto in Bilbao am Ufer des Nervion

## Geographie
Die Stadt liegt an der Ría de Bilbao, die bei Portugalete in den Golf von Biskaya (Kantabrisches Meer) mündet. In Basauri vereinigen sich die Flüsse Nervión und Ibaizabal (baskisch für Breiter Fluss) und fließen von dort gemeinsam in die Ría. Die Gezeitengrenze liegt in der Altstadt etwa an der San-Antón-Brücke. Bilbao gehört zu den Durchgangsstationen des Camino de la Costa, des Jakobswegs an der Küste.

## Stadtgliederung
Die Stadt Bilbao gliedert sich in insgesamt acht sogenannte „Distritos“ (dt. Bezirke). Diese sind im Einzelnen:
1. Deusto
2. Uribarri
3. Otxarkoaga Txurdinaga
4. Begoña
5. Ibaiondo
6. Abando
7. Rekalde
8. Basurto–Zorroza

## Geschichte

### Mittelalter und Neuzeit
Diego López V de Haro gründete die Stadt an der Mündung des Nervión auf dem Gebiet der Vorgängerkirche von Begoña am 15. Juni 1300. Rechtliche Grundlage war der am 15. Juni 1300 in Valladolid geschriebene und am 4. Januar 1301 durch Ferdinand IV. von Kastilien und León in Burgos bestätigte Gründungsbrief (carta puebla). In der Einleitung dieses Gründungsbriefes heißt es:

„En el nombre de Dios é de la vgen vienaventurada Sancta María. Sepan por esta carta quantos la vieren é oieren como yo Diego Lope de Haro, sennor de Vizcaia, en uno con mi fijo Don Lope Diaz é con placer de todos los vizcaynos, fago en Bilvao de parte de Vegonna nuevamente población é villa qual dizen el puerto de Bilvao …“

„Im Namen Gottes und der seligen heiligen Jungfrau Maria. Wisst, dass durch diesen Brief, wenn ihr ihn sehen oder davon hören mögt, wie ich, Diego Lope de Haro, Graf von Vizcaya, einig mit meinem Sohne Don Lope Diaz und zur Freude aller Vizcaynos, mache in Bilvao auf dem Teil der Vegonna (Begoña) von neuem Ortschaft und Gemeinde, die man Hafen von Bilvao nennen soll …“

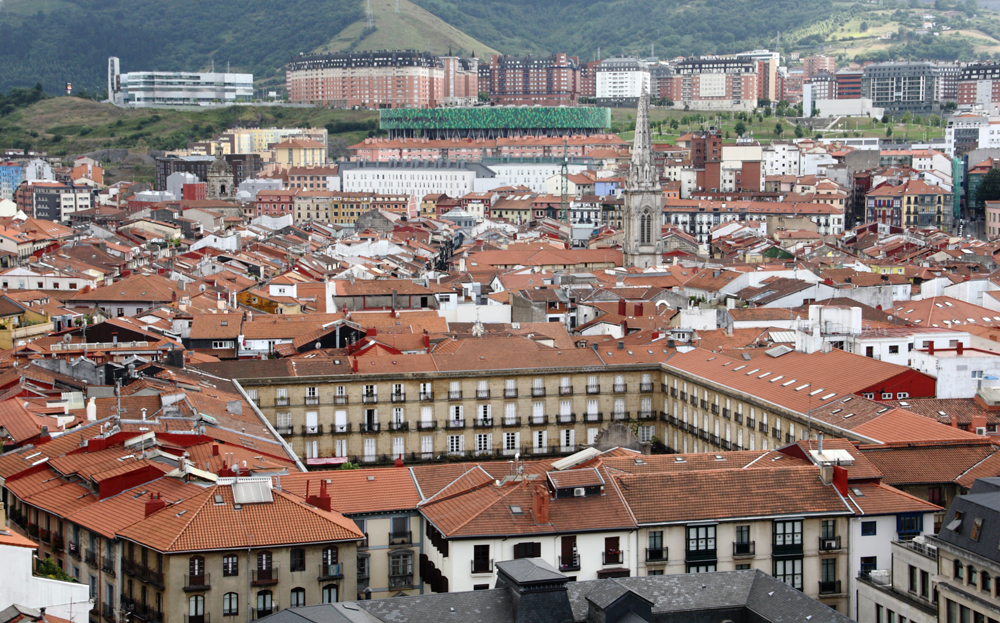
Casco viejo (Altstadt) mit Plaza Nueva und Turm der Catedral de Santiago

Zuvor hatte hier u. a. schon eine römische Siedlung namens Bellum Vadum existiert. Daraus soll sich über die Zwischenstufe Bilbaum der heutige Stadtname abgeschliffen haben, so dass man bei Bilbao auf Deutsch von Schönfurt sprechen könnte. Weitere Theorien führen den Namen auf das baskische bi albo (dt.: zwei Seiten, auf die zwei Ufer der Ría referierend) oder auf die Burg Biribilbao zurück, die sich nahe der Kirche San Anton befand.

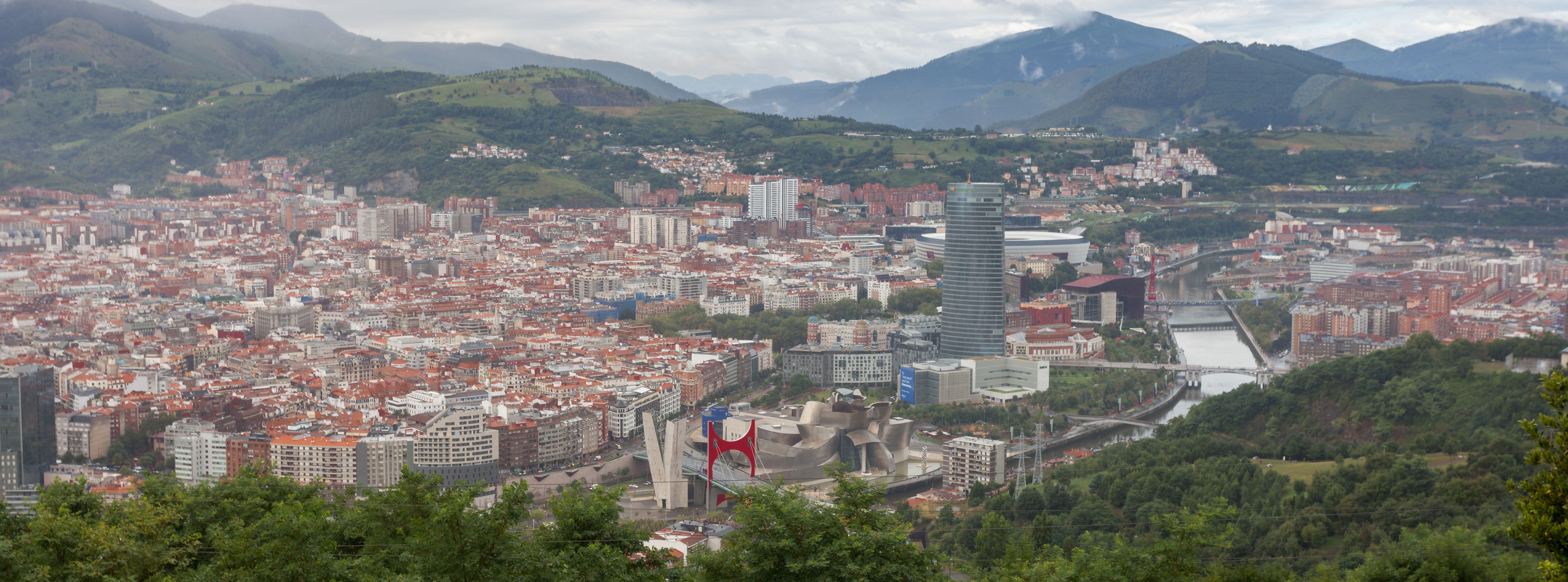
Stadtzentrum mit Guggenheim-Museum

Zum Zeitpunkt der Gründung befand sich dort, wo heute Bilbao la Vieja steht, ein kleines Dorf von Eisenschmieden, Seeleuten und Bauern. Die ersten Straßen Bilbaos waren Somera, Artekale sowie die Tenderia.
Die Landwirtschaft verschwand mit der Zeit, aber das Eisen und das Meer haben sich als bestimmende Elemente Bilbaos im Laufe der Geschichte erhalten. Das hochwertige Eisenerz der nahen Bergwerke wurde schon von den Römern geschätzt und ausgebeutet. Die Tatsache, dass die Ria ein großes Stück weit schiffbar ist, machte es möglich, im darin gelegenen Hafen, der sicherer war als jene an der Küste, die Waren Kastiliens zur Ausfuhr nach Europa zu verladen.
Ein Produkt der Eisenindustrie Bilbaos, auch wenn es sich dabei um kein sehr rühmliches handelt, hat sogar den Eintrag in die Weltliteratur gefunden. So heißt es in Shakespeares Hamlet: „Methought I lay worse than the mutinies in the bilboes.“ Mit Bilboes sind eiserne Stangen gemeint, an welche die Matrosen zur Strafe mit den Füßen gefesselt wurden.
1511 erhielt Bilbao das Recht, ein eigenes Handelsgericht einzurichten, das rechtliche Vorschriften in Form von Verordnungen erlassen durfte. Die letzte dieser Ordonnanzen, die 1737 verkündet wurde, bildete die Grundlage für das erste spanische Handelsgesetzbuch von 1829. Im 18. Jahrhundert prosperierte Bilbao vor allem durch den intensiven Handel mit den spanischen Kolonien in Amerika.

### Im Langen 19. Jahrhundert
In den Napoleonischen Kriegen auf der Iberischen Halbinsel, die für Spanien den Beginn des Langen 19. Jahrhunderts markierten, wurde auch Bilbao schwer mitgenommen. So wurde es nach der Schlacht von Ormea am 17. Juli 1795 und dann wieder am 26. September und 1. November 1808 von den Franzosen unter Ney und Lefèvre eingenommen, woraufhin es die Franzosen die ganzen Kriege hindurch bis 1813 besetzt hielten.
Am 3. Oktober 1833 brach in Bilbao ein Aufstand zugunsten von Carlos María de Borbón aus, der sich hier am folgenden Tag zum König von Spanien erklärte. Die Stadt wurde aber schon am 24. November 1833 von den unter dem Befehl von Pedro Sarsfield stehenden Truppen der Regentin Maria Christina wieder besetzt. Im Sommer 1835 wurde Bilbao von den Carlisten unter Führung von Tomás de Zumalacárregui vergeblich belagert, der hier den Tod fand. Am 23. Oktober 1836 erfolgte eine erneute Umzingelung und Beschießung der Stadt. Trotz den damit eingehenden Zerstörungen von Teilen Bilbaos und der in der Stadt herrschenden Not leisteten die Belagerten heftige Gegenwehr, bis sie am 24. Dezember 1836 vom General Baldomero Espartero befreit (militärsprachliche Bezeichnung: entsetzt) wurden. Daraufhin wurde es mit der Hafenstadt Portugalete der zentrale Punkt, von dem aus die Engländer die Truppen Maria Christinas unterstützten. Die Stadt erhielt den Titel „Die Unbesiegte“.
Die zunehmende Bedeutung Bilbaos rief englische Kapitalisten auf den Plan, am östlichen Ufer des Busens von Bilbao einen Hafen anzulegen, um die Stadt für größere Schiffe zugänglich zu machen. Die Ausführung wurde indes durch den dritten Karlistenkrieg, dessen Schauplatz seit Anfang 1874 meist die Provinz Vizcaya war, verzögert. Bilbao selbst, das nur 4700 Mann Besatzung hatte, wurde Ende 1873 von 20.000 Karlisten unter General Elio angegriffen und, nachdem ein Entsatzversuch des Generals Moriones am 25. Dezember abgeschlagen worden war, nach Einnahme von Portugalete am 22. Januar 1874 eingeschlossen. Carlos María de Borbón setzte alles daran, die Stadt zu erobern, da sie seine Krönungsstadt und Residenz werden sollte. Er ließ sie im Februar und März 1874 mehrfach heftig beschießen. Zweimal versuchten die Regierungstruppen vergeblich, die herrschende Stellung der Carlisten am Somorrostro zu erstürmen: Moriones am 23. und 24. Februar, Serrano am 25. und 27. März. Endlich nach mehrtägigen Kämpfen vom 28. April bis 2. Mai 1874, gelang es Manuel Gutiérrez de la Concha, die feindliche Stellung zu umgehen, die Karlisten zum Abzug zu zwingen und Bilbao zu entsetzen. Auch später machten die Carlisten noch mehrere vergebliche Versuche, sich Bilbaos zu bemächtigen.
Auch wenn schon Mitte des 19. Jahrhunderts mit dem Bau der ersten Hochöfen begonnen wurde, sollte die Entwicklung Bilbaos erst nach der letzten Belagerung im Karlistenkrieg 1874 richtig anlaufen. Damals vereinigten sich die Gemeindebezirke von Abando und Begoña, es erfolgte die sich Barcelonas Eixample zum Vorbild nehmende planmäßige Erweiterung (El Ensanche) des Stadtkerns und bedeutende Bauten wie das Wein- und Spirituosenlager Alhóndiga wurden erstellt. 1877 hatte Bilbao 32.000 Einwohner, diese Zahl stieg auf 83.000 im Jahr 1900. Der wohlhabende Teil der Bevölkerung – die burguesía liberal – orientierte sich kulturell nach England und am dortigen Wirtschaftsliberalismus; es entstanden, zusätzlich zu der seit 1839 bestehenden Sociedad Bilbaína, die ebenfalls am Vorbild englischer Gentlemen’s Club gegründeten Gesellschaften El Naútico und El Marítimo. Die industrielle Entwicklung an der Ría, die Gründung von Eisenhütten und Schiffsbauunternehmen, förderten das Bankwesen und den Handel und machten Bilbao zur Hauptstadt der baskischen Wirtschaft. 1890 wurde der Vorort Abando eingemeindet. Auch in Barakaldo und Sestao entstanden Eisenhütten.
1875 erschien die erste Nummer der Zeitung El Noticiero Bilbaíno, weitere Zeitungen waren El Nervión, El Liberal, La Lucha de Clases und Euzkadi. Ab 1876 trieb die Junta de Obras del Puerto de Bilbao den Ausbau des Hafens und die Schiffbarmachung der Ría voran. 1883 begann die Elektrifizierung, 1894 gab es bereits etwa tausend Telefonanschlüsse. 1890 eröffnete das Teatro Arriaga, benannt nach dem Komponisten Juan Crisóstomo de Arriaga. Am 5. Februar 1891 war der erste Handelstag der Börse, die zunächst im Teatro Arriaga ihren Sitz hatte und ab 1905 über ein eigenes Gebäude verfügte. 1896 folgte die Gründung der Musikgesellschaft Sociedad Filarmónica de Bilbao. 1897 wurden die Hochschulen Instituto del Hierro y del Acero und die Escuela de Ingenieros Industriales de Bilbao gegründet, im Jahr 1916 folgte die Universidad Comercial de Deusto an der 1886 gegründeten Universidad de Deusto. Der Name geht auf die Lage der Universität in der Ortschaft Deusto zurück, die heute zu Bilbao gehört. Die Entwicklung zu einer großen Universität mit privater, jesuitischer Trägerschaft führte zu einer Verbindung mit der Universität von San Sebastian. Beide führen heute den gemeinsamen Namen Universidad de Deusto en Bilbao y San Sebastián.

### Der Weg zur baskischen Selbstbestimmung
Im Spanischen Bürgerkrieg stand die Bevölkerung Bilbaos wegen des vom Eusko Alderdi Jeltzalea-Partido Nacionalista Vasco angestrebten ersten Baskischen Autonomiestatuts (1936) in ihrer überwiegenden Mehrheit auf der Seite der Spanischen Republik, die den Basken weitgehende Autonomierechte zugestanden hatte. Die Stadt wurde von den spanischen Nationalisten belagert und bombardiert. Lebensmittel waren knapp und es mussten Flüchtlinge aus anderen Teilen der Region versorgt werden. Francos Truppen durchbrachen den cinturón de hierro, den Eisernen Gürtel, um die Stadt. Die baskische Regierung evakuierte Teile der Bevölkerung, sprengte Brücken über die Ría, entschied sich aber gegen die Sprengung der Industrieanlagen. Der Einmarsch der Franquisten in Bilbao am 19. Juni 1937 beendete die baskische Selbstbestimmung und mobilisierte in der Endphase der Diktatur die politische Unterstützung für den baskischen Separatismus bis weit in die bürgerlich-kapitalistischen Gesellschaftsschichten hinein. Der industrielle Niedergang ab den frühen 1970er Jahren hatte sich in der Region bemerkbar gemacht. Im April 1988 gab es gewaltsame Proteste gegen die Deindustrialisierung. Der Stadt gelang es nach dem Höhepunkt der Krise im Jahr 1985, ihre Wirtschaft zu diversifizieren und seit Anfang der 1990er Jahre vom Image einer grauen und schmutzigen Industriestadt loszukommen, das ihr anhing.
Der inzwischen Bilbao-Effekt (auch: „Guggenheim-Effekt“) genannte Boom versetzte die durch eine hohe Arbeitslosigkeit belastete Industriestadt Bilbao in prosperierenden Taumel und wirkte sich auch auf das ganze Land aus. Voraussetzung war die Integration der sich über 15 Kilometer entlang der Trichtermündung des Nervión hinziehenden heterogenen Stadtteile, die zusammenhanglos wie in Wuppertal vor dem Bau der Schwebebahn kaum urbane Identität stifteten. Ein wichtiges Projekt für die Modernisierung der Stadt war der Bau einer modernen U-Bahn, deren Stationen vom britischen Architekturbüro Foster + Partners entworfen wurden und deren markante Zugangsbauwerke von den Bilbaínos liebevoll „Fosteritos“ (dt. sinngemäß „Kleine Foster“, „Fosterchen“) genannt werden.

## Klima

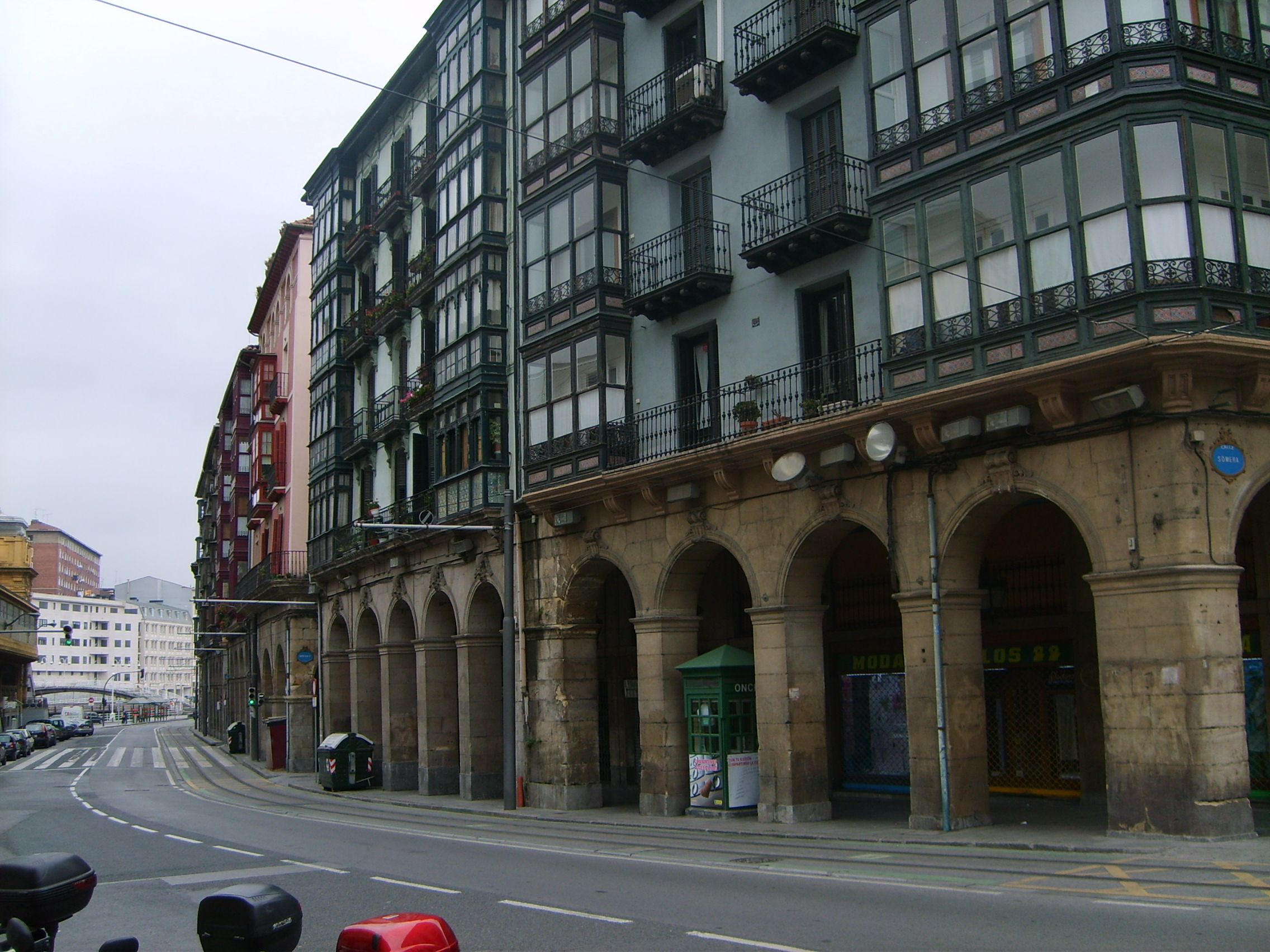
La Ribera

Das Klima in Bilbao ist von der feuchten Meeresluft bestimmt, die von den Meeresströmungen beeinflusst wird, mit milden Temperaturen fast das ganze Jahr über. Die Windstärken sind im Frühling oder Herbst höher. Die mittlere Temperatur ist 21 °C im Sommer und 9 °C im Winter. Mit 1200 mm Niederschlag im Jahr gehört Bilbao zu den feuchtesten Großstädten Südeuropas.
|                       | Jan | Feb | Mär | Apr | Mai | Jun | Jul | Aug | Sep | Okt | Nov | Dez |   |      |
| Mittl. Tagesmax. (°C) | 13  | 15  | 16  | 17  | 20  | 23  | 25  | 26  | 24  | 21  | 16  | 14  | ⌀ | 19,2 |
| Mittl. Tagesmin. (°C) | 5   | 5   | 6   | 7   | 11  | 13  | 15  | 17  | 13  | 11  | 8   | 6   | ⌀ | 9,8  |
|                       |     |     |     |     |     |     |     |     |     |     |     |     |   |      |
| Niederschlag (mm)     | 126 | 97  | 94  | 124 | 90  | 64  | 62  | 82  | 74  | 121 | 141 | 116 | Σ | 1191 |
|                       |     |     |     |     |     |     |     |     |     |     |     |     |   |      |
| Sonnenstunden (h/d)   | 2,5 | 3,2 | 3,8 | 3,9 | 5,1 | 5,7 | 6,1 | 5,6 | 5,0 | 4,0 | 3,0 | 2,3 | ⌀ | 4,2  |
|                       |     |     |     |     |     |     |     |     |     |     |     |     |   |      |
| Regentage (d)         | 14  | 13  | 12  | 13  | 12  | 8   | 6   | 7   | 8   | 10  | 12  | 13  | Σ | 128  |
|                       |     |     |     |     |     |     |     |     |     |     |     |     |   |      |
| Wassertemperatur (°C) | 12  | 12  | 12  | 13  | 15  | 18  | 21  | 22  | 20  | 17  | 15  | 13  | ⌀ | 15,9 |
|                       |     |     |     |     |     |     |     |     |     |     |     |     |   |      |
| Luftfeuchtigkeit (%)  | 73  | 70  | 70  | 72  | 71  | 72  | 73  | 75  | 74  | 74  | 74  | 74  | ⌀ | 72,7 |

| 5 |

| 5 |

| 6 |

| 7 |

| 11 |

| 13 |

| 15 |

| 17 |

| 13 |

| 11 |

| 8 |

| 6 |

| 5 |

| 5 |

| 6 |

| 7 |

| 11 |

| 13 |

| 15 |

| 17 |

| 13 |

| 11 |

| 8 |

| 6 |

## Bevölkerungsentwicklung
1970 war Bilbao die sechstgrößte Stadt Spaniens und hatte 410.490 Einwohner, bis 1981 stieg die Einwohnerzahl auf 433.115, aber danach ging sie bis 2003 auf 353.567 Einwohner zurück, 2016 auf 345.122 Einwohner und 2022 auf 344.127.

## Politik
Bilbao ist die einzige Hauptstadt einer Provinz im ganzen Baskenland, wo der baskische Nationalismus seit 1979 ständig regiert hat. Seitdem regiert die nationalistische Partei EAJ-PNV die Stadt. Juan Maria Aburto Rike (EAJ-PNV) ist seit 2015 Bürgermeister von Bilbao, der zusammen mit der sozialdemokratischen Partei PSE-EE regiert.
Der Gemeinderat besteht aus 29 gewählten Mitgliedern. Diese werden in der Liste einer Partei gewählt. Nur Parteien ab 5 % aller gültigen Stimmen dürfen in den Gemeinderat. Der Bürgermeister wird von den 29 Mitgliedern gewählt und muss selbst eines dieser Mitglieder sein. Die letzten Wahlergebnisse zum Gemeinderat in Bilbao sind die folgenden:
| Partei             | Stimmen         | Sitze |  |  |
| EAJ-PNV            | 71.822 (42,7 %) | 14    |  |  |
| PSE-EE             | 26.783 (15,9 %) | 5     |  |  |
| EH Bildu           | 25.138 (14,9 %) | 4     |  |  |
| Elkarrekin Podemos | 17.661 (10,5 %) | 3     |  |  |
| PP                 | 15.441 (9,2 %)  | 3     |  |  |

Gewählt wurde Juan Maria Aburto Rike mit den 14 Stimmen der EAJ-PNV und den 5 der PSE-EE. So ist die Regierung mit 19 von 29 Mitgliedern unterstützt.

## Sprachen

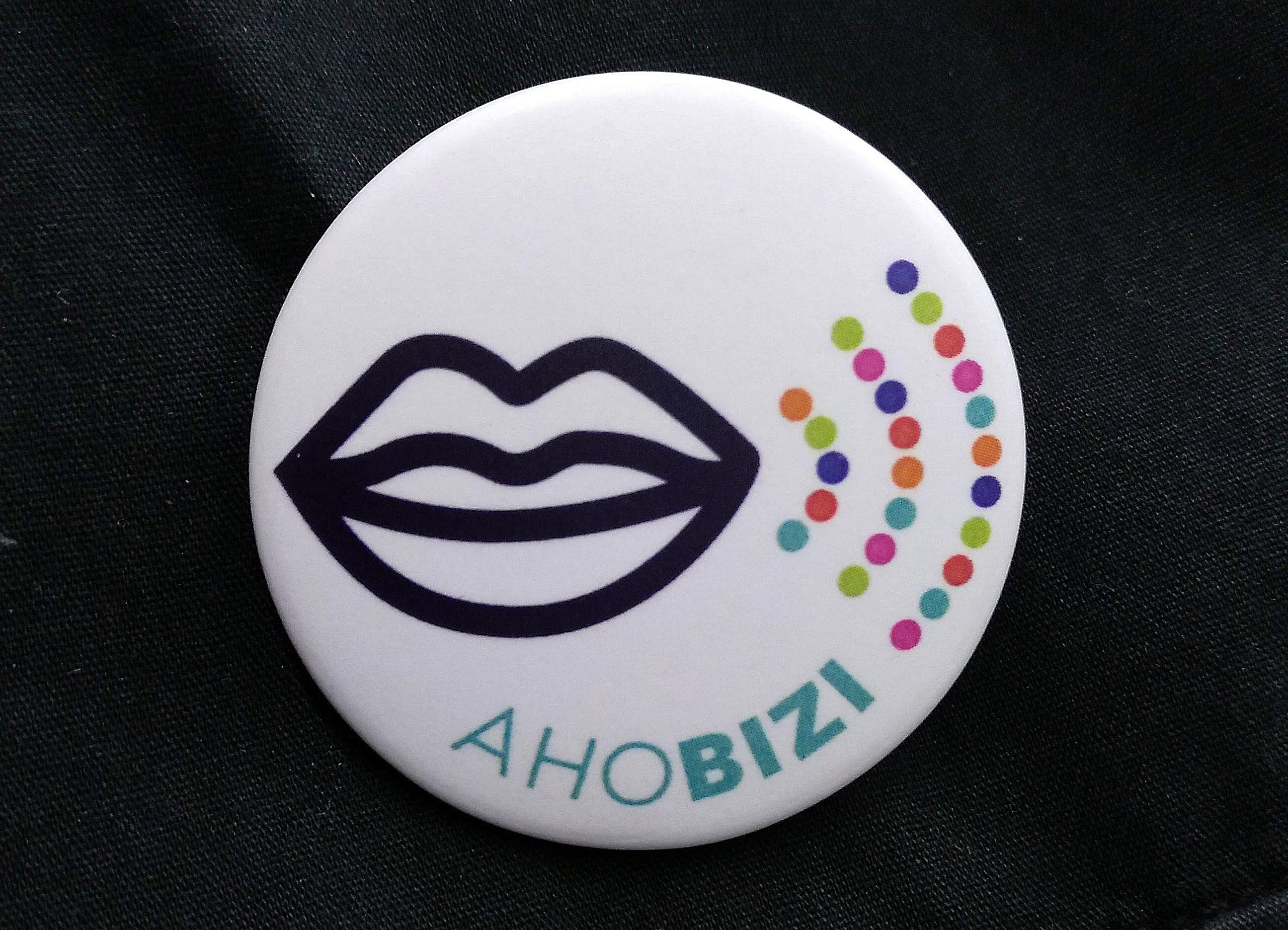
Platte von der Veranstaltung „Euskaraldia“: eine Veranstaltung um die Nutzung der baskischen Sprache zu fördern.

Spanisch und Baskisch sind die Amtssprachen der Stadt. Spanisch wird im Allgemeinen verstanden, doch der Anteil der Baskisch sprechenden Bevölkerung ist in letzter Zeit stark gestiegen. Im Jahr 1981 verfügten nur 6,4 % aller Einwohner über gute Kenntnisse der Sprache, während der Anteil im Jahr 2016 bis auf 29 % angestiegen ist. Heutzutage haben etwa 175.000 Einwohner zumindest grundlegende Kenntnisse der baskischen Sprache, von denen etwa 100.000 fähig sind, die Sprache flüssig zu sprechen. Im Jahr 2011 waren die Hälfte der Sprecher des Baskischen unter 34 Jahre alt.
Spanisch bleibt jedoch die mit Abstand am meisten genutzte Sprache, obwohl immer mehr Veranstaltungen in Bilbao stattfinden, die die Nutzung der baskischen Sprache vorantreiben.

## Sehenswürdigkeiten

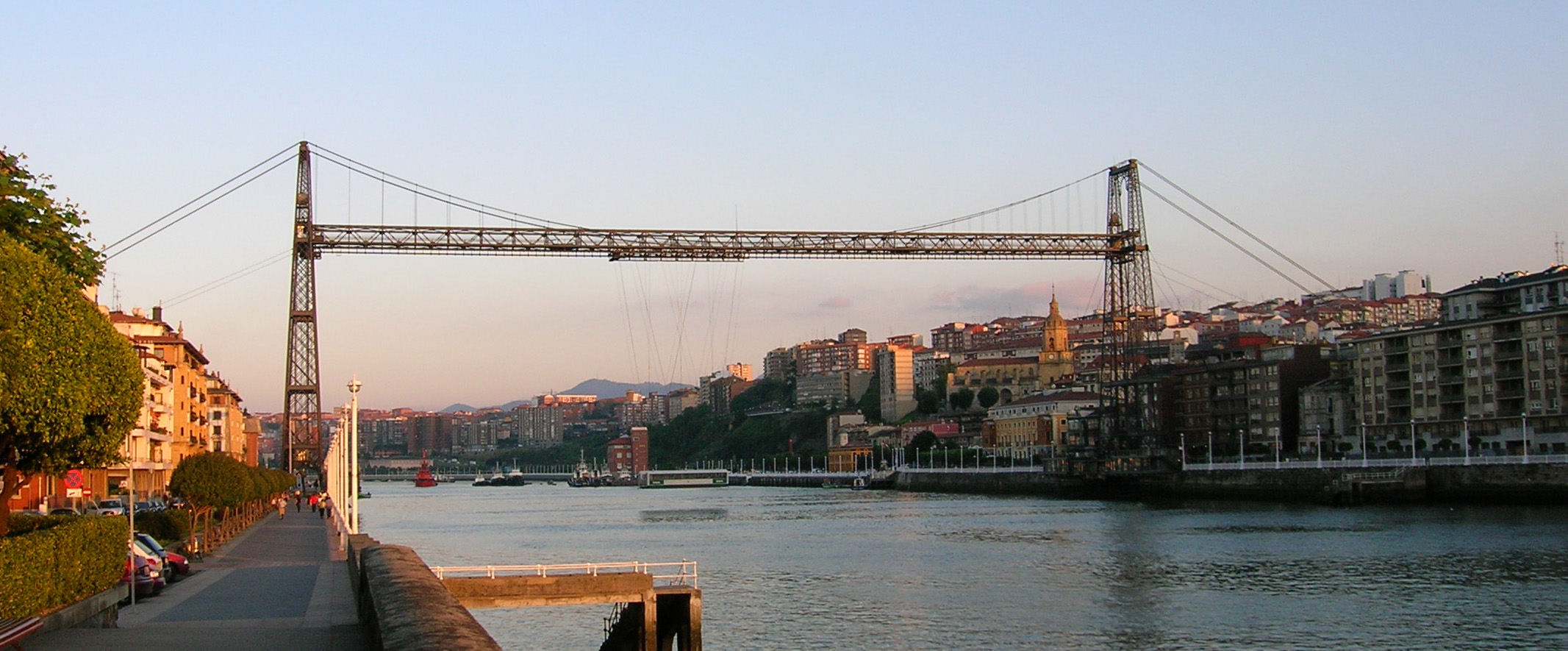
Puente Colgante, die „Hängende Brücke“

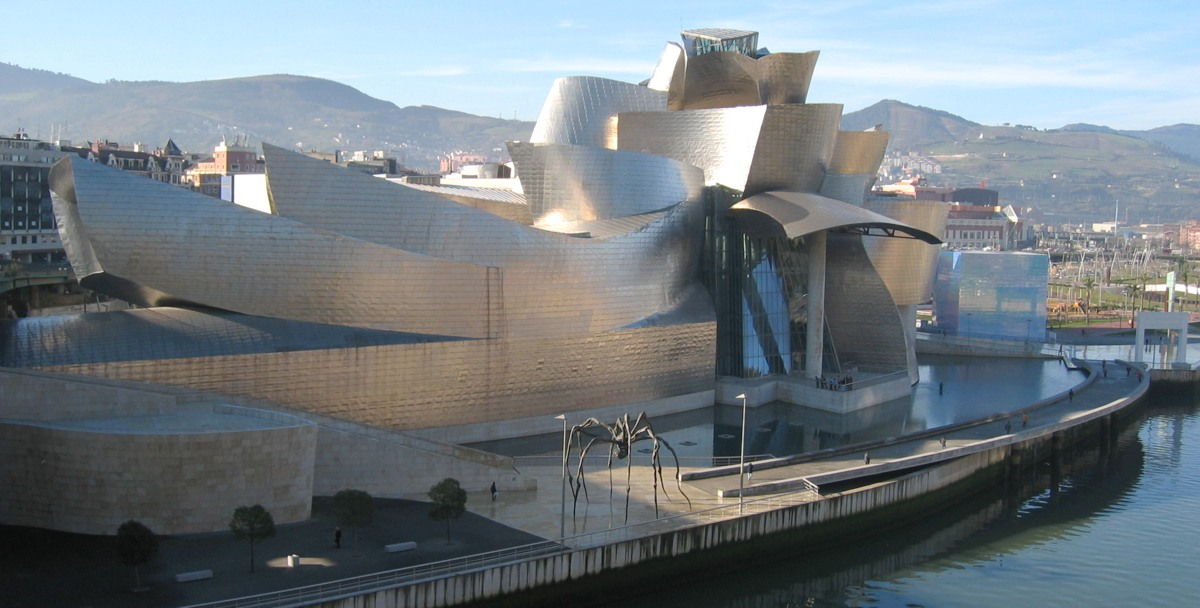
Guggenheim-Museum

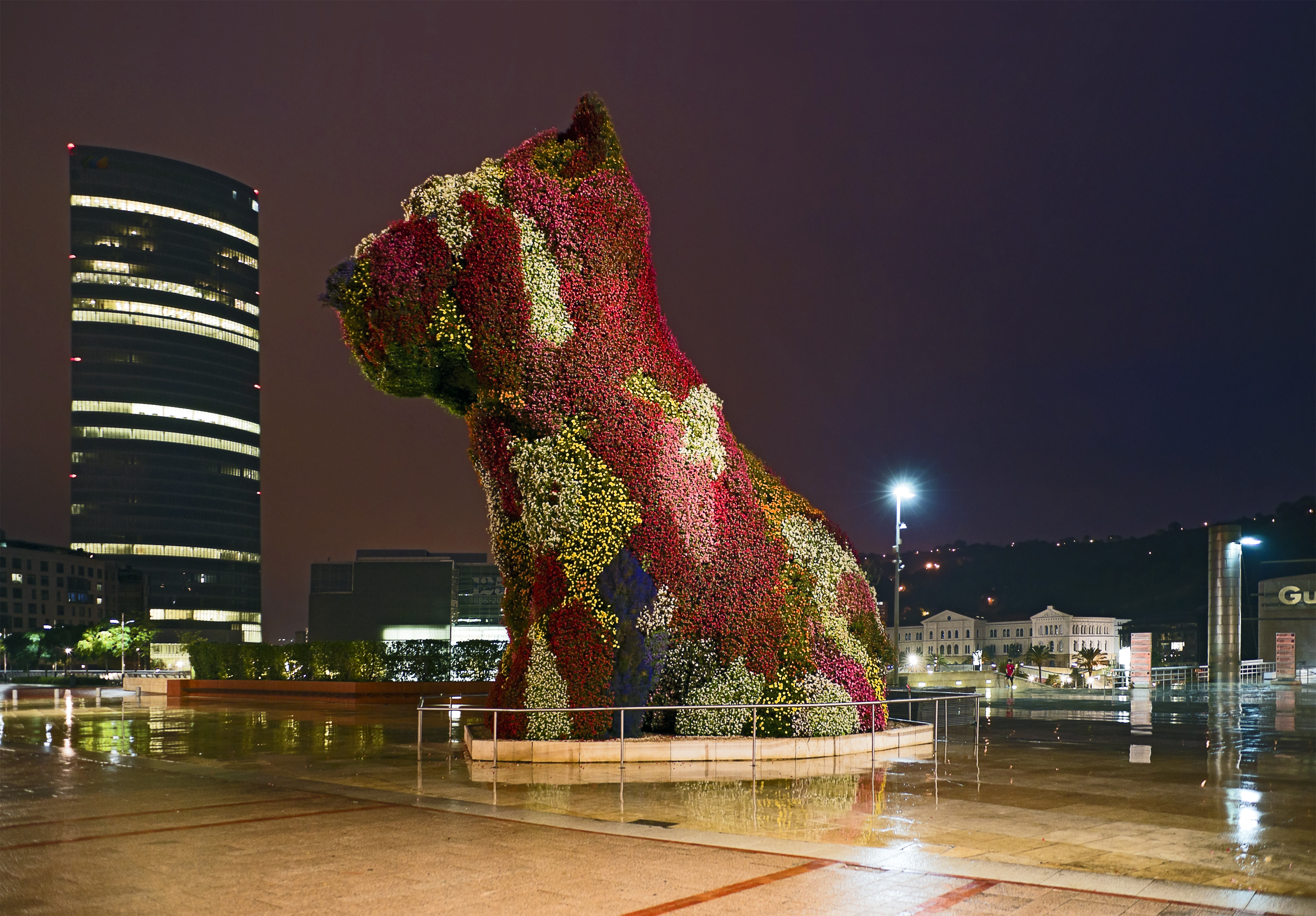
Jeff Koons’ Puppy vor dem Guggenheim-Museum

In den 1990er Jahren hat Bilbao, das zuvor abseits der touristischen Routen lag, eine weitreichende Neukonzeption seiner Innenstadt unternommen. So entstand bis 1995 eine 28 km lange Metrolinie, deren Bahnhöfe fast alle von Sir Norman Foster entworfen wurden.
Einen weiteren Neubau stellt die Brücke Zubizuri des Architekten Santiago Calatrava dar, die einem aufgeblähten Segel nachempfunden ist.
Zentrum des touristischen Interesses ist neben der ältesten Schwebefähre der Welt, der Puente de Vizcaya über den Fluss Nervión (auch Puente Colgante „Hängende Brücke“ genannt), das bis 1997 nach Plänen des US-amerikanischen Architekten Frank O. Gehry errichtete Museo Guggenheim Bilbao. Der spektakuläre Museumsbau aus Titan, Glas und Kalkstein ist eines der wichtigsten Beispiele avantgardistischer Architektur des 20. Jahrhunderts weltweit. Dabei korrespondiert das Museum mit der sonst oft gesichtslos-industriellen Gestalt Bilbaos, indem es etwa die benachbarte Puente La Salve mit seinen Wänden „umschließt“. Schwerpunkt der Sammlung ist moderne sowie zeitgenössische Kunst, die in wechselnden Ausstellungen gezeigt wird. Vor dem Museum ist ein Kunstwerk von Jeff Koons ausgestellt, der „Puppy“, der mit Blumen bepflanzt wird und eigentlich nur im Eröffnungsjahr dort stehen sollte. Nach Protesten der Bevölkerung durfte der Puppy aber vor dem Guggenheim-Museum stehen bleiben und wird jedes Frühjahr neu mit Blumen bepflanzt, die fortlaufend ausgetauscht werden, wenn sie abgeblüht sind.
Touristisch im Schatten dieser Neubauten befindet sich die belebte, von engen Straßen geprägte Altstadt Bilbaos, das Casco Viejo, mit den Siete Calles (den sieben Straßen) und der mittelalterlichen gotischen Catedral de Santiago aus dem 14. Jahrhundert, Hauptkirche des 1949 errichteten römisch-katholischen Bistums Bilbao. Die Innenstadt weist eine architektonisch interessante Mischung von Alt- und Neubauten verschiedener Stilrichtungen auf.
Weitere Museen sind:
- das Museo de Bellas Artes „Museum der schönen Künste“, eines der wichtigsten öffentlichen Kunstmuseen Spaniens,
- das in der Casco Viejo „Altstadt“ gelegene Museo Etnográfico Vasco „Baskisches Museum“,
- das Museo Marítimo Ría de Bilbao („Seefahrtsmuseum“) mit Ausstellung, einem Freigelände mit Trockendock, mehreren kleinen Schiffen und einem 30-Tonnen-Kran sowie
- das noch junge Museo de la Industria „Industriemuseum“ in Portugalete.

Eine weitere wichtige Sehenswürdigkeit ist die Basilika Begoña (Basílica de Ntra. Sra. de Begoña).
Das bunt gemischte Stadtbild kann sowohl als innovativ als auch als unreglementiert bezeichnet werden, in allen Fällen ist das Resultat eine sehenswerte und lebhafte Stadt. Dazu tragen vor allem die vielen Parks und Grünflächen auf den an das Stadtzentrum angrenzenden Hängen bei, die schnell zu Fuß vom Zentrum erreicht sind und einen einmaligen Ausblick auf die Stadt erlauben.
In Bilbao spielt der äußerst populäre Fußballverein Athletic Club, der traditionell nur mit baskischen Spielern besetzt ist, eine wichtige Rolle.

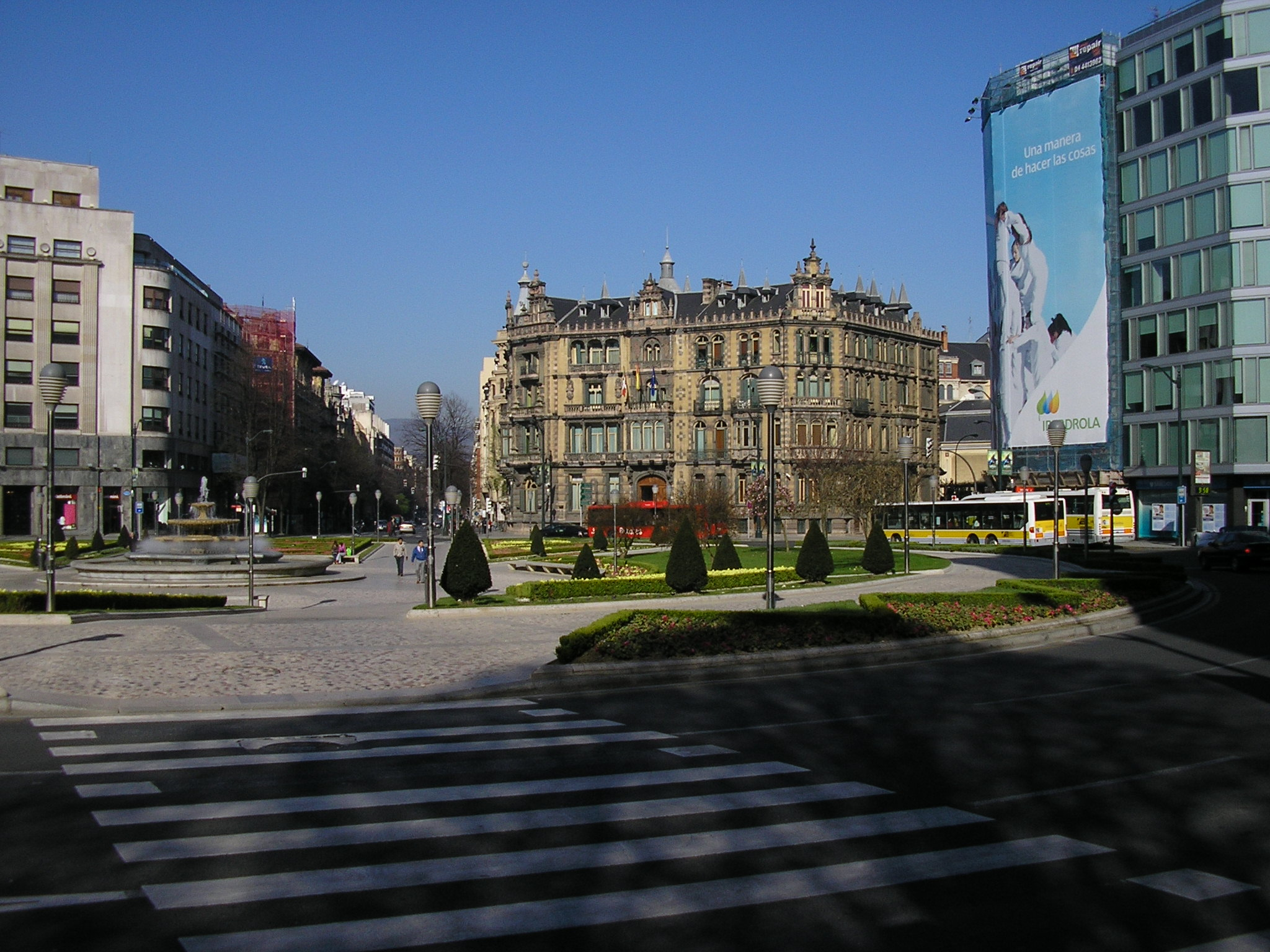
Plaza Moyúa, zentraler Platz der Innenstadt
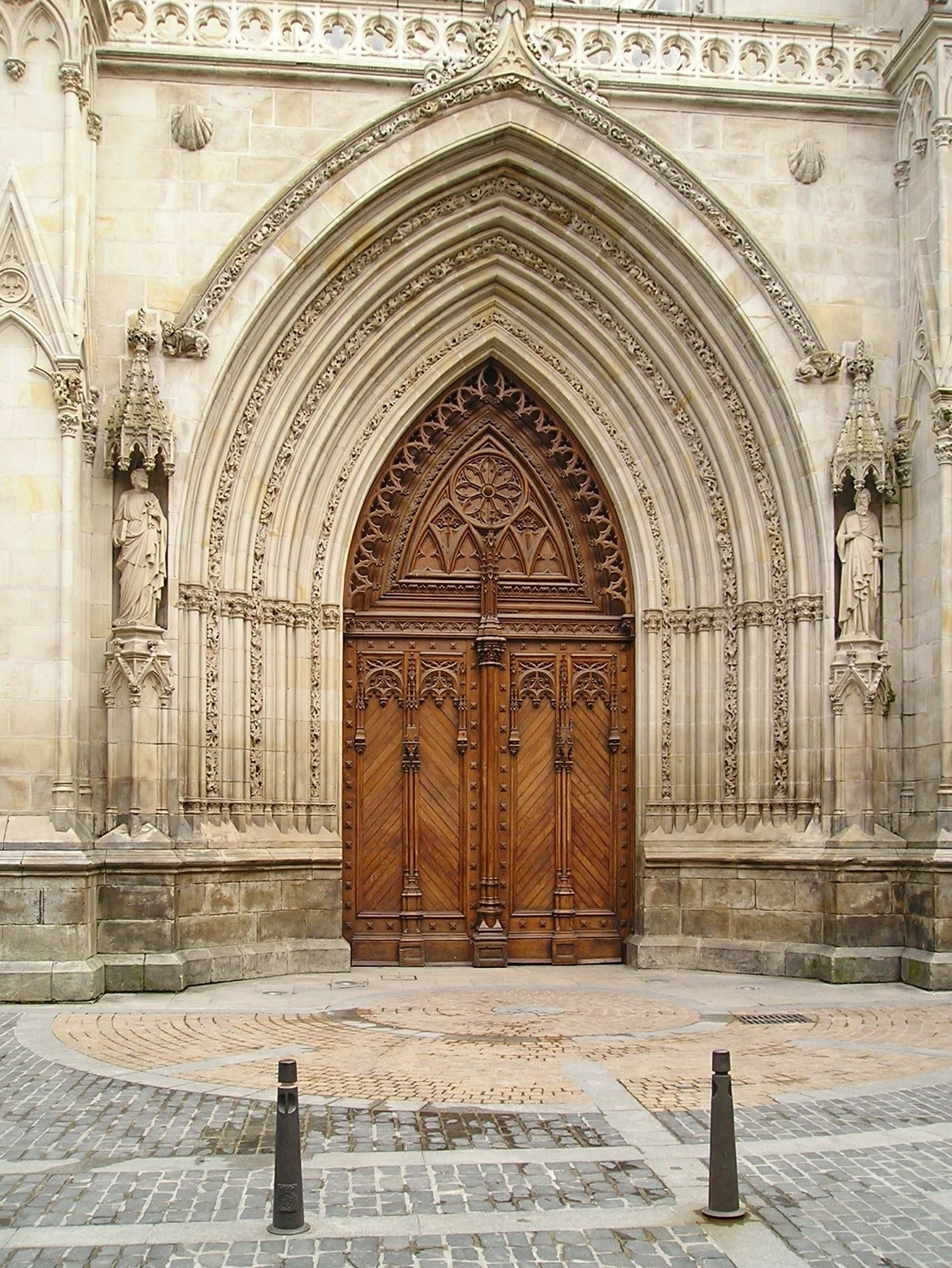
Portal der Catedral de Santiago im Herzen der Casco Viejo „Altstadt“
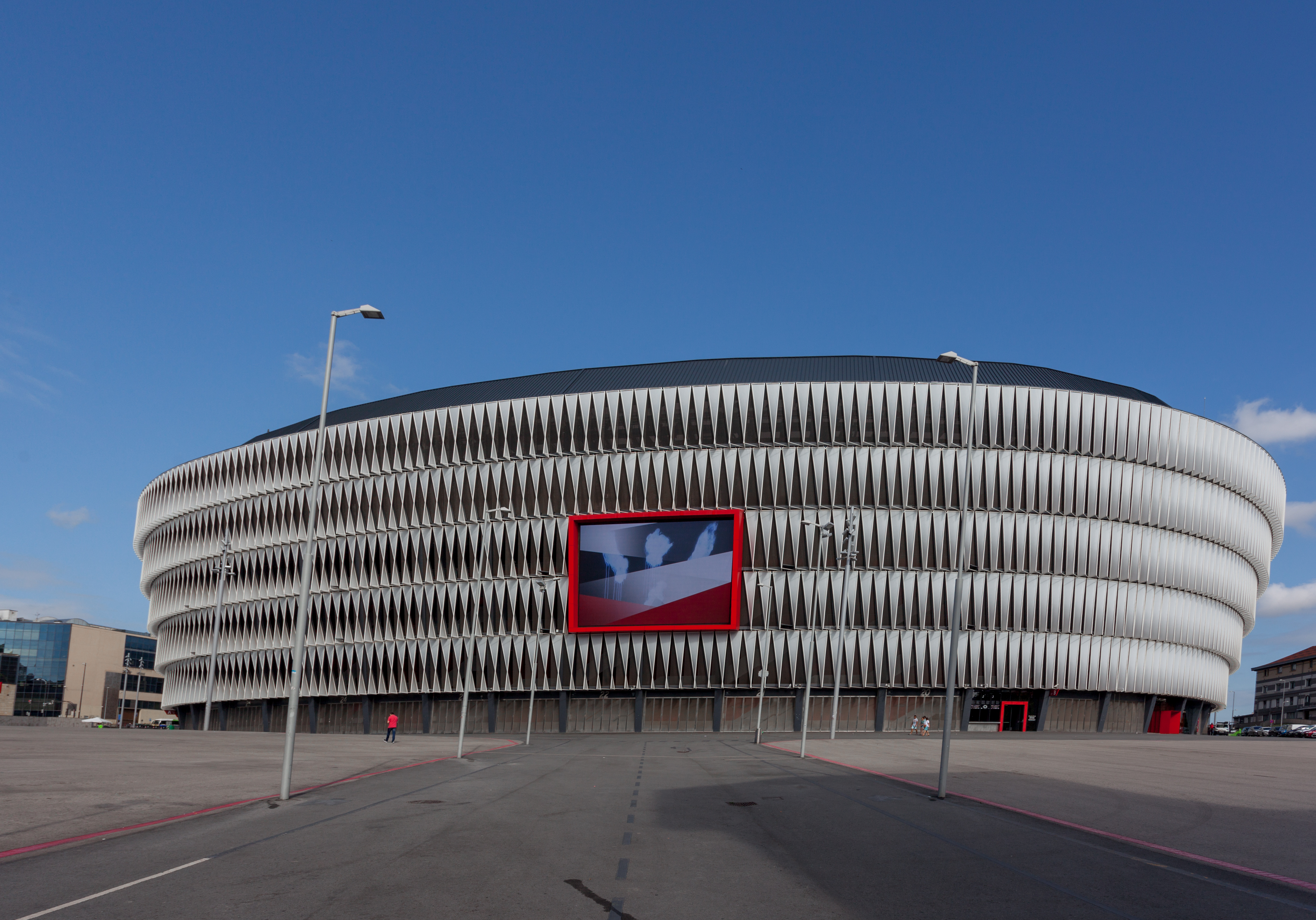
San Mamés, Stadion des Athletic Club
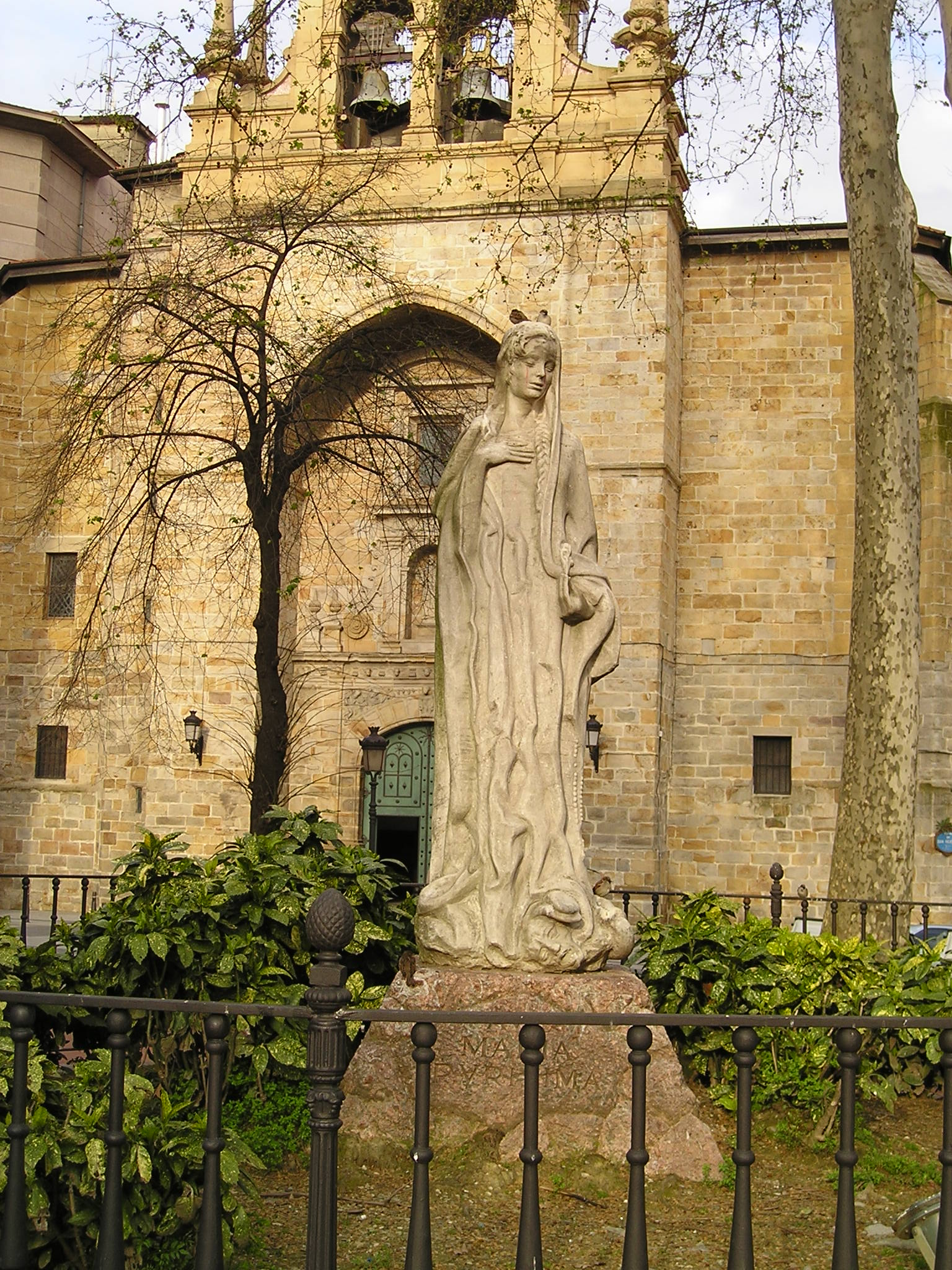
Kirche von San Vicente de Abando
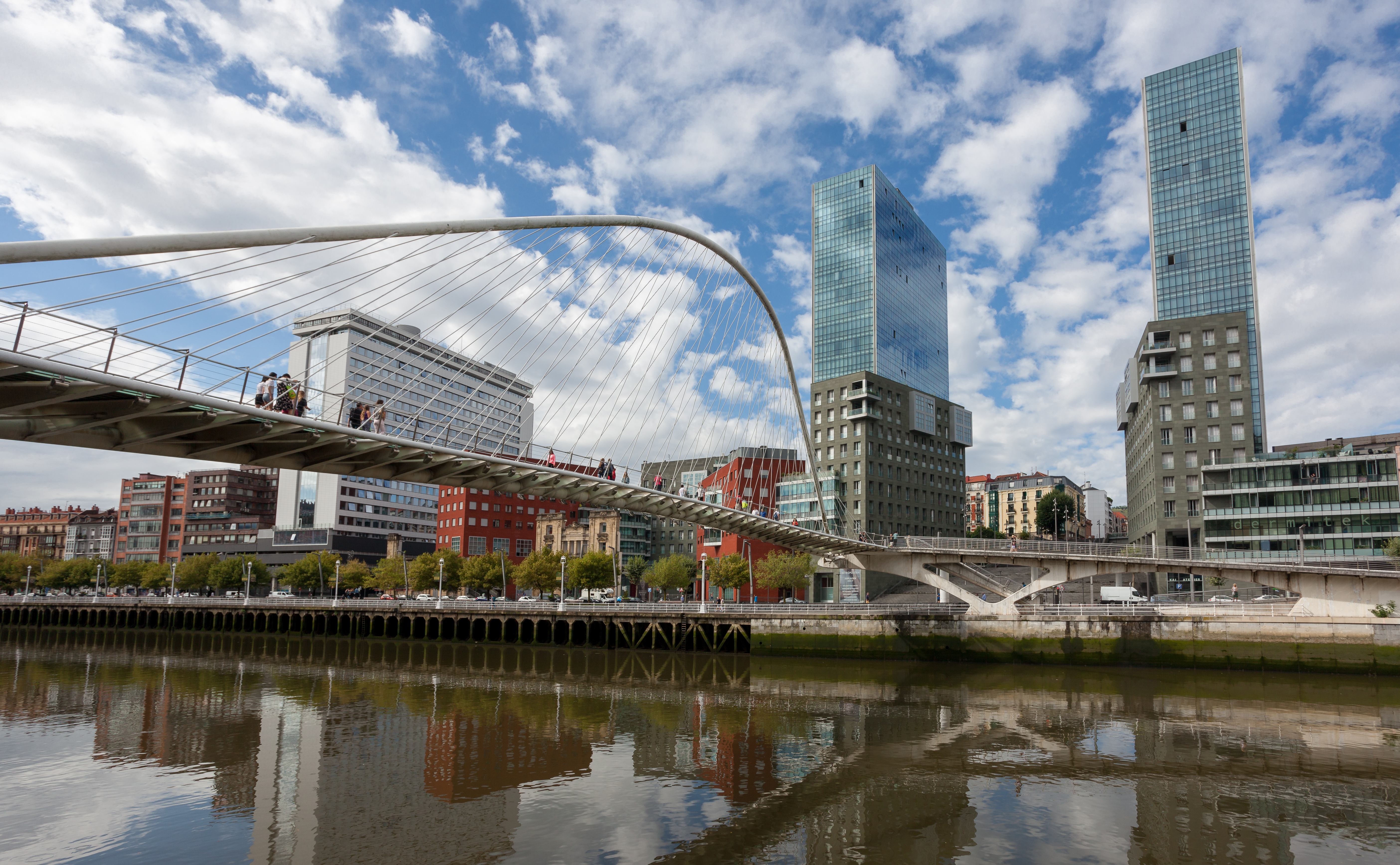
Die Brücke Zubizuri

## Wirtschaft und Infrastruktur

### Unternehmen
Die baskische Wirtschaft ist eine ausgesprochene Industriewirtschaft. Unternehmen in Bilbao sind zum Beispiel CIE Automotive und Iberdrola. Die Börse Bilbao (spanisch Bolsa de Bilbao) wird von Bolsas y Mercados Españoles betrieben.
Auf der innerstädtischen Flussinsel Zorrotzaurre soll ein Gewerbegebiet entstehen. Es soll zu einem Umfeld für Unternehmen werden, um sich für die Industrie 4.0 zu rüsten.

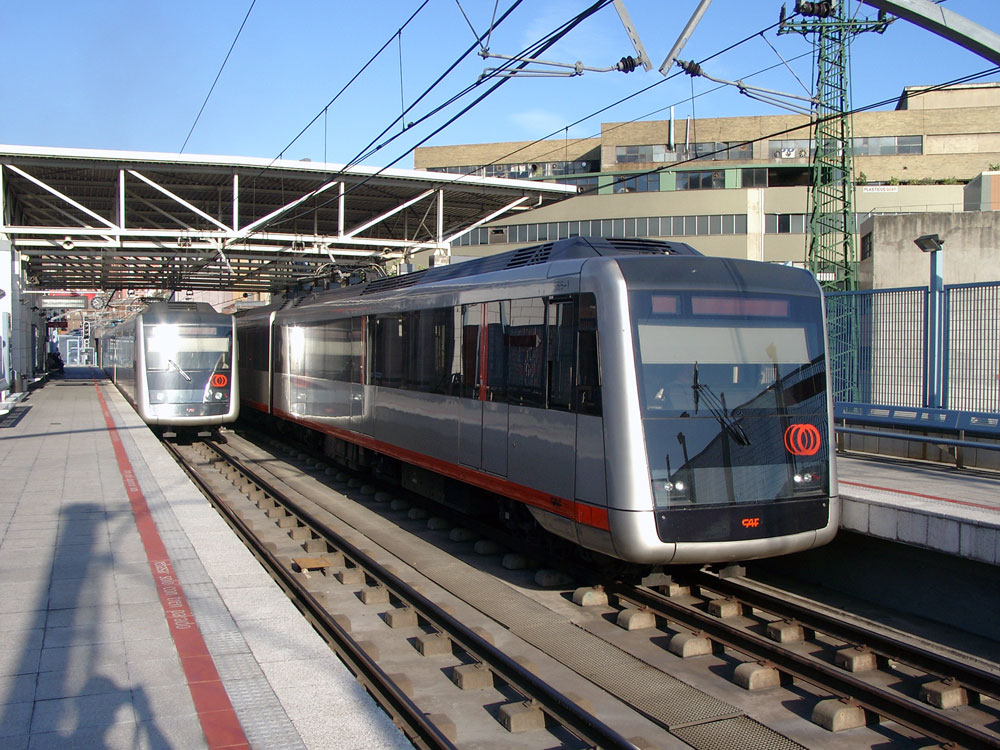
Metro

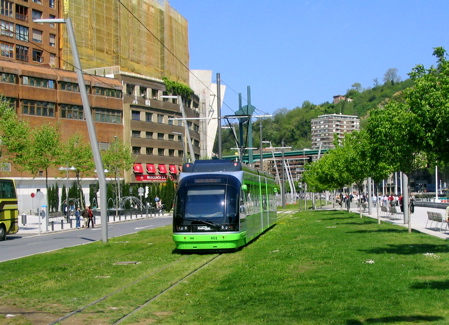
Die Straßenbahn Eusko Tran

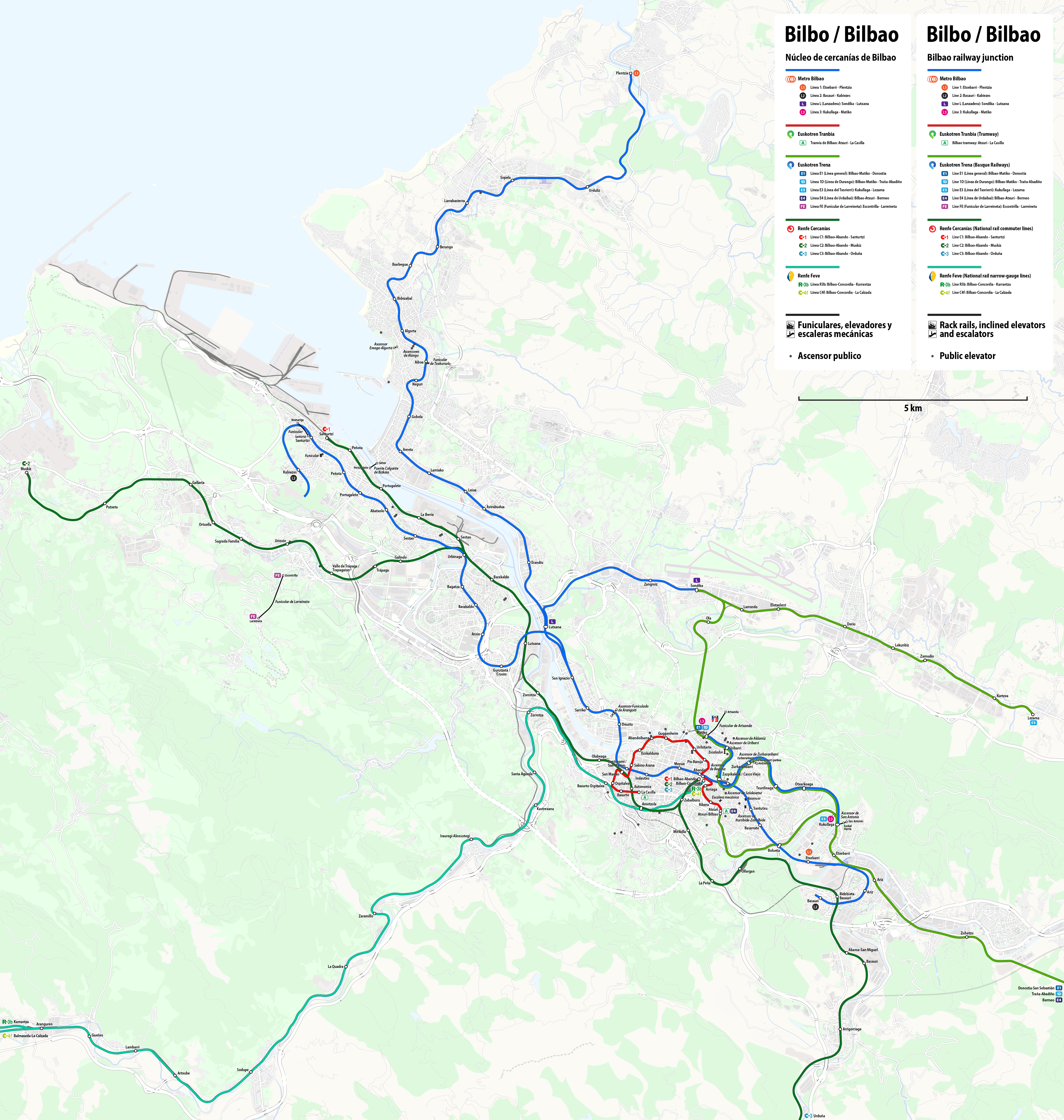
ÖPNV-Netz

### Öffentliche Einrichtungen
Neben diversen Verwaltungen und Einrichtungen der Stadt Bilbao und der Provinz Bizkaia hat auch eine öffentliche Einrichtung mit internationaler Bedeutung hier ihren Sitz. Die Europäische Agentur für Sicherheit und Gesundheitsschutz am Arbeitsplatz nahm hier im Oktober 1995 die Arbeit auf.

### Bildung
Die Universidad de Deusto hat seinen Sitz in Bilbao und die Universität des Baskenlandes hat hier einen Standort. 1917 wurde die Deutsche Schule Bilbao, das Colegio Alemán San Bonifacio, als eine bikulturelle Begegnungsschule gegründet.

### Verkehr
Hauptträger des öffentlichen Personennahverkehrs sind die Metro Bilbao und die Straßenbahn Bilbao. Außerdem gibt es mehrere Buslinien, die von Bilbobus und BizkaiBus betrieben werden.
Eisenbahnverkehr (Personenverkehr) wird aktuell (Mai 2022) durch Schmalspurbahnen der Gesellschaft Euskotren angeboten. Verbindungen gibt es auch ab Bahnhof Bilbao-Concordia nach Santander (Schmalspurbahn) und im spanischen Breitspurnetz nach Miranda de Ebro (-Burgos) und weitere Vorortbahnen vom Bahnhof Bilbao-Abando. Mit dem Baskisches Y wird Bilbao zukünftig an das Normalspurnetz angeschlossen sein. Dann wird auch Schienenpersonenfernverkehr (bis 220 km/h) möglich. Der Güterbahnhof Bilbao Mercancías befindet sich nordwestlich der Stadt unmittelbar am Hafen und ist an das Breitspurnetz angeschlossen.
Der Flughafen Bilbao liegt nicht auf dem Gebiet der Stadt selbst, sondern vier Kilometer nördlich beim Ort Loiu. Vom Flughafen verkehrt ein Bus-Shuttle nach Bilbao.
Der Hafen Bilbao in Zierbena und in Santurtzi an der Mündung des Flusses Nervión ist mit einem Tiefgang von bis zu 32 Metern ein wichtiger nordspanischer Hafen. Es verfügt über Terminals für allgemeine Güter, Container, Ro-Ro, feste und flüssige Massengüter, Obst und Gemüse sowie Fahrzeuge. Wichtige Verbindungen im Containertransport führen nach Miami, Shanghai, Veracruz und Yantian.

## Städtepartnerschaften
Städtepartnerschaften bestehen zwischen Bilbao und
- Bordeaux, Frankreich, seit 2000[31]
- Buenos Aires, Argentinien, seit 1992[32]
- Medellín, Kolumbien, seit 1998
- Pittsburgh, USA[33]
- Qingdao, Volksrepublik China, seit 2006[34]
- Rosario, Argentinien, seit 1988
- Sant Adrià de Besòs, Spanien (mit dem Stadtteil San Adrián)
- Tiflis, Georgien, seit 1989[35]
- Mailand, Italien, seit 2011[36]

## Söhne und Töchter der Stadt
- Juan Bautista de Poza (1588–1659), Theologe, Jesuit und Autor
- Diego de Gardoqui (1735–1798), Kaufmann und Diplomat
- Juan Crisóstomo de Arriaga (1806–1826), Komponist
- Miguel de Unamuno (1864–1936), Philosoph
- Andrés Isasi (1890–1940), Komponist
- Pichichi (1892–1922), Fußballspieler
- José Antonio Aguirre (1904–1960), Politiker
- Pedro Arrupe (1907–1991), Ordensgeneral
- Tomás Blanco (1910–1990), Schauspieler
- Leonardo Cilaurren (1912–1969), Fußballspieler
- Blas de Otero (1916–1979), Lyriker
- José Arribas (1921–1989), Fußballtrainer
- Juan Xiol Marchal (1921–1977), Filmregisseur und Drehbuchautor
- Luis Mario Martínez de Lejarza Valle (1922–1980), Jesuit, Weihbischof in Guatemala
- Ramiro Pinilla (1923–2014), Schriftsteller
- Juan Ángel Belda Dardiñá (1926–2010), Bischof
- Ricardo Díez-Hochleitner (1928–2020), Präsident des Club of Rome
- Wladimiro Bas Zabache (* 1929), Jazzmusiker
- Jesús Garay (1930–1995), Fußballspieler
- Luis de Pablo (1930–2021), Komponist, Musikpädagoge und Professor an den Universitäten in Buffalo, Ottawa und Montreal
- Joaquín Achúcarro (* 1932), Pianist und Musikpädagoge
- Gabriel Aresti (1933–1975), Dichter und Schriftsteller
- Jon Cortina (1934–2005), spanisch-salvadorianischer Jesuit und Menschenrechtsaktivist
- Fritz Rudolf Fries (1935–2014), deutscher Schriftsteller und Übersetzer
- Pedro Olea (* 1938), Regisseur
- Jesús Mosterín (1941–2017), Philosoph
- Iñaki Sáez (* 1943), Fußballspieler und -trainer
- Joaquín Almunia (* 1948), Politiker
- Carlos Ruiz Herrero (* 1948), Fußballspieler
- Josu Ortuondo Larrea (* 1948), Politiker
- Fernando Maura (* 1955), Politiker und Autor
- Pedro Aguado Cuesta (* 1957), römisch-katholischer Ordensgeistlicher, Bischof von Huesca und Jaca
- Joseba Segura Etxezarraga (* 1958), römisch-katholischer Bischof von Bilbao
- Juan Manuel López Iturriaga (* 1959), Basketballspieler
- Wolfgang Ratz (* 1959), Schriftsteller
- Mauricio Antón (* 1961), Paläokünstler und Illustrator
- Tomás Saldaña (* 1961), Autorennfahrer
- Jorge Dueñas de Galarza (* 1962), Handballspieler und -trainer
- Fernando Grande-Marlaska (* 1962), Richter und Politiker
- Miguel Olaortúa Laspra (1962–2019), katholischer Ordensgeistlicher, Apostolischer Vikar von Iquitos in Peru
- Julio Salinas (* 1962), Fußballspieler
- Pablo Berger (* 1963), Drehbuchautor, Filmregisseur und -produzent
- Genar Andrinúa (* 1964), Fußballspieler
- Jaime Smith Basterra (* 1965), CEO von O₂ Deutschland
- Álex de la Iglesia (* 1965), Filmregisseur und Drehbuchautor
- Kepa Junkera (* 1965), Musiker und Komponist
- Gorka Benítez (* 1966), Jazzmusiker
- Francisco Javier García Gaztelu, alias Txapote (* 1966), ehemaliger Anführer der ETA
- Rafael Alkorta (* 1968), Fußballspieler
- Raimo Ramón Goyarrola Belda (* 1969), römisch-katholischer Geistlicher, Bischof von Helsinki
- Fernando Prado Ayuso (* 1969), römisch-katholischer Ordensgeistlicher, Bischof von San Sebastián
- Aitor Larrazábal (* 1971), Fußballspieler
- Javier Salinas (* 1972), Schriftsteller
- Iñaki Barrenetxea (* 1973), Radrennfahrer
- Alberto Berasategui (* 1973), Tennisspieler
- Mikel Garikoitz Aspiazu Rubina (* 1973), mutmaßlicher Anführer der ETA
- Tontxu (* 1973), Liedermacher
- Espido Freire (* 1974), Schriftstellerin
- Galder Gaztelu-Urrutia (* 1974), Regisseur und Filmproduzent
- Gaizka Mendieta (* 1974), Fußballspieler
- Javier Otxoa Palacios (1974–2018), Radrennfahrer
- Izaskun Bengoa (* 1975), Radrennfahrerin
- Asier Etxeandia (* 1975), Schauspieler und Sänger
- Gaizka Garitano (* 1975), Fußballspieler
- Mattin (* 1977), Improvisationsmusiker und Autor
- Francisco Yeste (* 1979), Fußballspieler
- Oihane Agirregoitia (* 1980), Politikerin
- Javier Álvarez Mata (* 1980), Handballschiedsrichter
- Javier Casas (* 1982), Fußballspieler
- Igor Angulo (* 1984), Fußballspieler
- Estibaliz Urresola Solaguren (* 1984), Filmregisseurin und Drehbuchautorin
- Jon Kortajarena (* 1985), Model
- Ricardo de Burgos Bengoetxea (* 1986), Fußballschiedsrichter
- Miguel Mínguez (* 1988), Radrennfahrer
- Guillermo Olaso (* 1988), Tennisspieler
- Ander Herrera (* 1989), Fußballspieler
- Saioa Alvarez Ruiz (* 1990), Schauspielerin
- Jonathan Lastra (* 1993), Radrennfahrer
- Iñaki Williams (* 1994), Fußballspieler
- Juan Del Campo (* 1994), Skirennläufer
- Olatz Rivera Olmedo (* 1996), spanische Fußballschiedsrichterin
- Aitor Paredes (* 2000), Fußballspieler
- Unai Vencedor (* 2000), Fußballspieler
- Mikel Jauregizar (* 2003), Fußballspieler